# (38521) 1999 TG262
1999 TG262 (asteroide 38521) é um asteroide da cintura principal. Possui uma excentricidade de 0.09919210 e uma inclinação de 14.43047º.
Este asteroide foi descoberto no dia 14 de outubro de 1999 por LINEAR em Socorro.